# Peryferyjny tor perswazji
Peryferyjny tor perswazji – w psychologii społecznej jeden z dwóch torów perswazji wyróżnionych przez Richarda Petty`ego i Johna Cacioppo (obok centralnego toru perswazji). Bazuje na tworzeniu powierzchownych skojarzeń oraz budowaniu nastawienia emocjonalnego zgodnego z intencją nadawcy. Peryferyjny tor perswazji używany jest m.in. w klasycznych reklamach, gdzie pozytywny odbiór komunikatu uzyskiwany jest poprzez użycie atrakcyjnych osób, ale także aktorów ucharakteryzowanych na autorytety (np. mężczyzna w fartuchu nawiązującym do wyglądu lekarza).
Zmiana uzyskana za pośrednictwem peryferyjnego toru perswazji nie ma trwałego charakteru i jest słabo powiązana z późniejszymi działaniami odbiorcy. Jest także łatwa do zmiany, zarówno przez kolejne komunikaty nadawane w torze peryferyjnym, a tym bardziej przez komunikację wykorzystującą centralny tor perswazji. Badania wykazują, że ilość argumentów wpływa pozytywnie na skuteczność peryferyjnego toru perswazji. Również wprowadzenie odbiorcy w dobry nastrój, sprzyja uleganiu takiej perswazji.